# Zapalenie wsierdzia
Zapalenie wsierdzia (łac. endocarditis) – proces zapalny obejmujący wsierdzie w obrębie zastawek serca, ściany serca lub śródbłonek dużych naczyń okołosercowych.
Powyższy termin najczęściej oznacza proces o etiologii infekcyjnej (infekcyjne zapalenie wsierdzia). W przypadku innej etiologii zapalenia jest to zwykle element odrębnej jednostki chorobowej (np. zapalenie wsierdzia w gorączce reumatycznej).

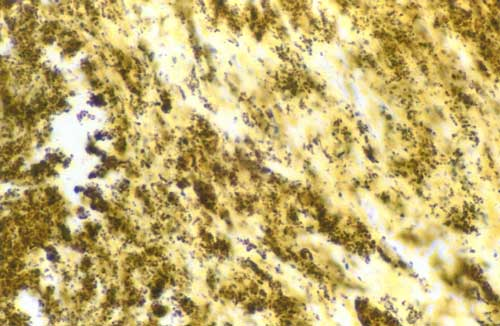
Bartonella henselae w zastawce serca u pacjenta, którego posiew krwi był negatywny. Bakterie widoczne jako czarne ziarnistości

## Klasyfikacja ICD10
| kod ICD10     | nazwa choroby                                |
| ------------- | -------------------------------------------- |
| ICD-10: I33   | Ostre i podostre zapalenie wsierdzia         |
| ICD-10: I33.0 | Ostre i podostre zakaźne zapalenie wsierdzia |
| ICD-10: I33.9 | Ostre zapalenie wsierdzia, nieokreślone      |